# Spodoptera strigifera
Spodoptera strigifera är en fjärilsart som beskrevs av Walker 1858. Spodoptera strigifera ingår i släktet Spodoptera och familjen nattflyn. Inga underarter finns listade i Catalogue of Life.